# Reyher (Adelsgeschlecht)

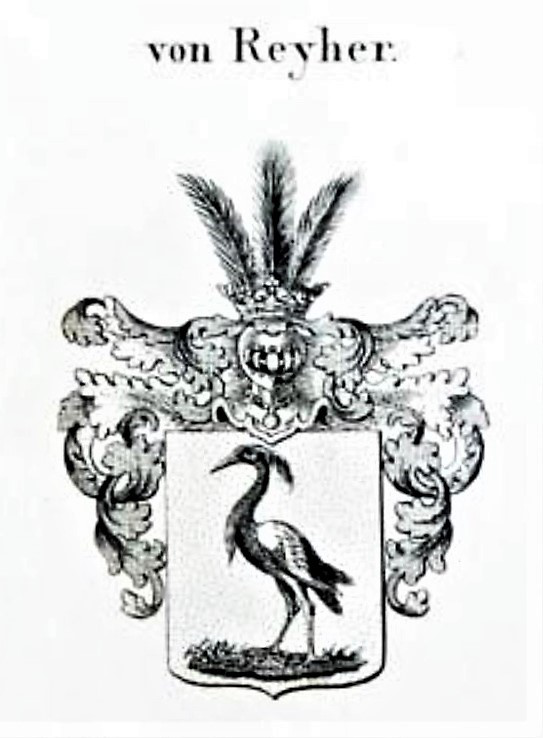
Wappen der Familie von Reyher

Die Familie von Reyher ist ein deutsches Adelsgeschlecht mit Ursprüngen in England. Der Stammvater der Familie war Michael Reyher, ein Weinhändler aus dem 16. Jahrhundert, der in Eisenach lebte. Sein Sohn, Andreas Reyher, erlangte Bekanntheit als Theologe und Philologe. Im Laufe der Geschichte hat sich die Familie von Reyher in den Bereichen Wissenschaft, Militär und sozialem Engagement hervorgetan.

## Geschichte
Die Geschichte der Familie von Reyher lässt sich in drei Hauptphasen unterteilen:

### Die Phase in Thüringen (15. bis 17. Jahrhundert)
Die Ursprünge der Familie von Reyher liegen in Thüringen, wo Michael Reyher (1557–1634), der Stammvater der Familie, um 1557 in Eisenach geboren wurde. Als Weinhändler heiratete er Ottilie Albrecht, die Tochter eines Kantors. Das Paar hatte vier Kinder, darunter den Sohn Andreas Reyher.
Andreas Reyher wurde ein bekannter Theologe und Philologe. Er studierte an der Universität Leipzig und wurde 1627 zum Magister promoviert. Besonders bekannt ist sein Werk „Die seltsame Hochzeit“, das zu den bedeutendsten Werken der deutschen Barockliteratur gehört. Zu der Familie gehörte auch der Mathematiker Samuel Reyher, der ein deutscher Mathematiker und Astronom war. Hier verzweigte sich die Familie stark.
So wurde 1641 Georgius Reyher geboren, er lebte bis 1708 und bekam mit Maria Reyher zusammen ein Kind namens Georg Reyher (1677). Aus dieser Linie wurde später dann auch die Familie von Reyher.

### Die Phase in Livland (18. bis 19. Jahrhundert)
Der Schneidermeister Christopher Reyher (1709–1784), ein Sohn von Georg Reyher, wanderte vor 1740 von Reichenbach im Vogtland nach Livland aus, wo er im Jahr 1740 in Ronneburg die Tochter eines Schneidermeisters und Gutsverwalters Anna Auguste Flemming heiratete. Dort bekamen sie 1742 ihr Kind Peter Christoph Reyher (1742–1828), der Goldschmied in Wenden wurde, wo er ab 1797 auch Ältermann der Grossen Gilde war. Zusätzlich wurde Peter Christoph Reyher dort in den 1790er Jahren auch Gerichtsbeisitzer und im Jahr 1795, im Rahmen der Statthalterschaftsregierung, auch Stadtrepräsentant von Wenden.
Der Sohn von Peter Christoph Reyher, Peter Daniel von Reyher (1795–1828), zog mit seiner Frau Anna Florentine von Reyher (Kessler) nach Riga. Peter Daniel von Reyher war Hofgerichtskanzelist, Gerichtsarchivar, Titularrat und Ritterkreuzträger und bekam unter anderem den Sankt-Stanislaus-Orden.

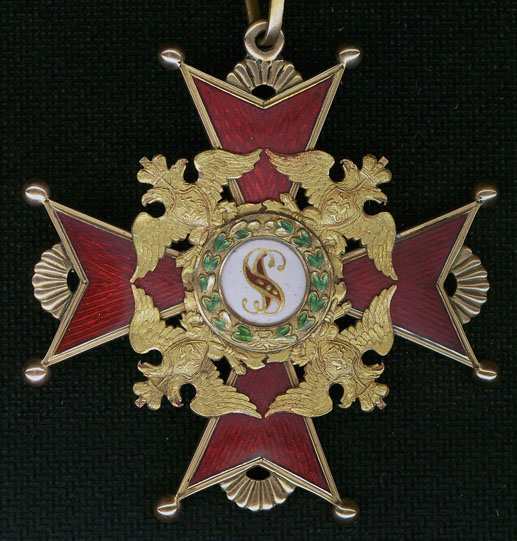
Sankt-Stanislaus-Orden, den Peter Daniel von Reyher bekommen hat.

Sein Sohn Carl Christopher von Reyher, der auch das Polnische Ritterkreuz trug, bekam 9 Kinder, darunter:
- Carl Dietrich Christoph von Reyher (1846–1891), Chirurg und Militärarzt. Auch dessen Sohn Wolfgang von Reyher war Arzt.
- Carl Gustav Paul von Reyher (* 1848),
- Carl Max Christopher von Reyher (* 1850),
- Carl Wilhelm Emil von Reyher (* 1852),
- Flora Helene („Nelly“) Mathilde von Reyher (1854–1946) - Heiratete 1880 Friedrich Wilhelm Ostwald (1853–1932), Chemiker, Philosoph und Soziologe, 1909 Nobelpreisträger, sie bekamen fünf Kinder, u. a. Wolfgang Ostwald und Walter Ostwald.
- Carl Friedrich Otto von Reyher (* 1855),
- Piet von Reyher (1862–1927), Schriftsteller, in Berlin Leiter des Pressearchivs des Bundes der Landwirte.
- Karl Christoph Leo von Reyher (1864–1936), studierte Medizin und Chemie, ab 1894 Leiter eines Stahlwerks in St. Petersburg, ab 1906 bei Siemens in Wien, Tochter Ingrid von Reyher.

- Karl Reinhold Hans von Reyher war königlich-sächsischer Geheimer Medizinalrat. Er war Chefarzt und Direktor des Königlichen Mechano-therapeutischen Instituts in Dresden und Sohn von Peter Daniel von Reyher.[3]

Teile der Familie sind dann nach Dorpat und St. Petersburg, das damals zum Russischen Reich gehörte. Dort erlangten mehrere Mitglieder der Familie bedeutende Positionen in der russischen Verwaltung und Armee. Unter führung der Bolschewistischen Regierung (1921 zog die Familie zurück nach Deutschland).
- Karl Wolfgang* Rudolf von Reyher (27. Juni 1879 – 7. Dezember 1950) war ein weiteres herausragendes Mitglied der Familie von Reyher. Er war der Sohn von Dr. med. Karl von Reyher und wurde in Strelna, Gouvernement St. Petersburg, geboren. Seine Bildung und berufliche Laufbahn umfassten eine breite Palette von Aktivitäten. Von seiner Ausbildung als Arzt bis hin zu seiner Teilnahme am Russisch-Japanischen Krieg gibt es zahlreiche bemerkenswerte Stationen in seinem Leben. Er wurde in der Medizin und Chirurgie hoch angesehen und spielte eine wichtige Rolle in der medizinischen Gemeinschaft. Sein Lebensweg führte ihn schließlich nach Deutschland, wo er bis zu seinem Tod in Selters, Westerwald, tätig war, sein Sohn Karl Konrad wurde in Estland geboren.

### Die Phase in Deutschland (20. Jahrhundert bis heute)
Im 20. Jahrhundert lebte die Familie von Reyher  wieder in Deutschland.

#### Ingrid von Reyher
Ingrid von Reyher (* 30. Mai 1908 in Riga; † 24. Juni 2004 in Mittweida) war eine bedeutende Persönlichkeit aus der Familie von Reyher. Sie war eine deutsche Chemikerin und hatte einen bemerkenswerten Beitrag zur wissenschaftlichen Gemeinschaft geleistet. Ingrid von Reyher war die erste weibliche Lehrkraft an der ehemaligen Ingenieurschule Mittweida. Sie wurde für ihre Verdienste mit dem Bundesverdienstkreuz ausgezeichnet und erhielt 1998 die Ehrenbürgerschaft der Stadt Mittweida. Darüber hinaus ist der „Ingrid-von-Reyher-Preis“ an der Hochschule Mittweida nach ihr benannt und wird zur Förderung der Chancengleichheit von Frauen und Männern verliehen. Sie ist die Enkeltochter von Carl Christopher von Reyher und die Urenkeltochter von Peter Daniel von Reyher der unter anderen den Sankt-Stanislaus-Orden hatte.

#### Hayo von Reyher
Hayo von Reyher (19. Mai 1940 – 6. August 1999) war ein deutscher Designer. Er war der Enkel von Carl Dietrich Christoph von Reyher, sein Vater Karl Konrad von Reyher der mit Jutta von Reyher (Frese) wurde 1913 in Tartu, Estland, geboren und verstarb 1945 in Götzendorf an der Leitha, Österreich, als Major der Luftwaffe. Hayo von Reyher war in der Gestaltungs- und Designbranche tätig und ist bekannt für seine Arbeit. Er war verheiratet mit Susanne von Reyher und hat 2 Kinder und 3 Enkel, u. a. Carlo Herbert Hayo von Reyher.

## Gebäude

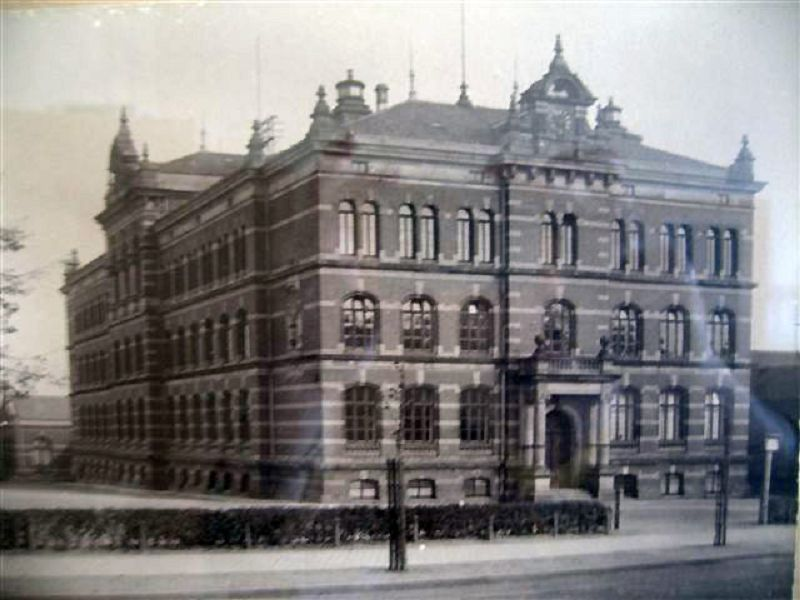
Reyher-Schule in Gotha

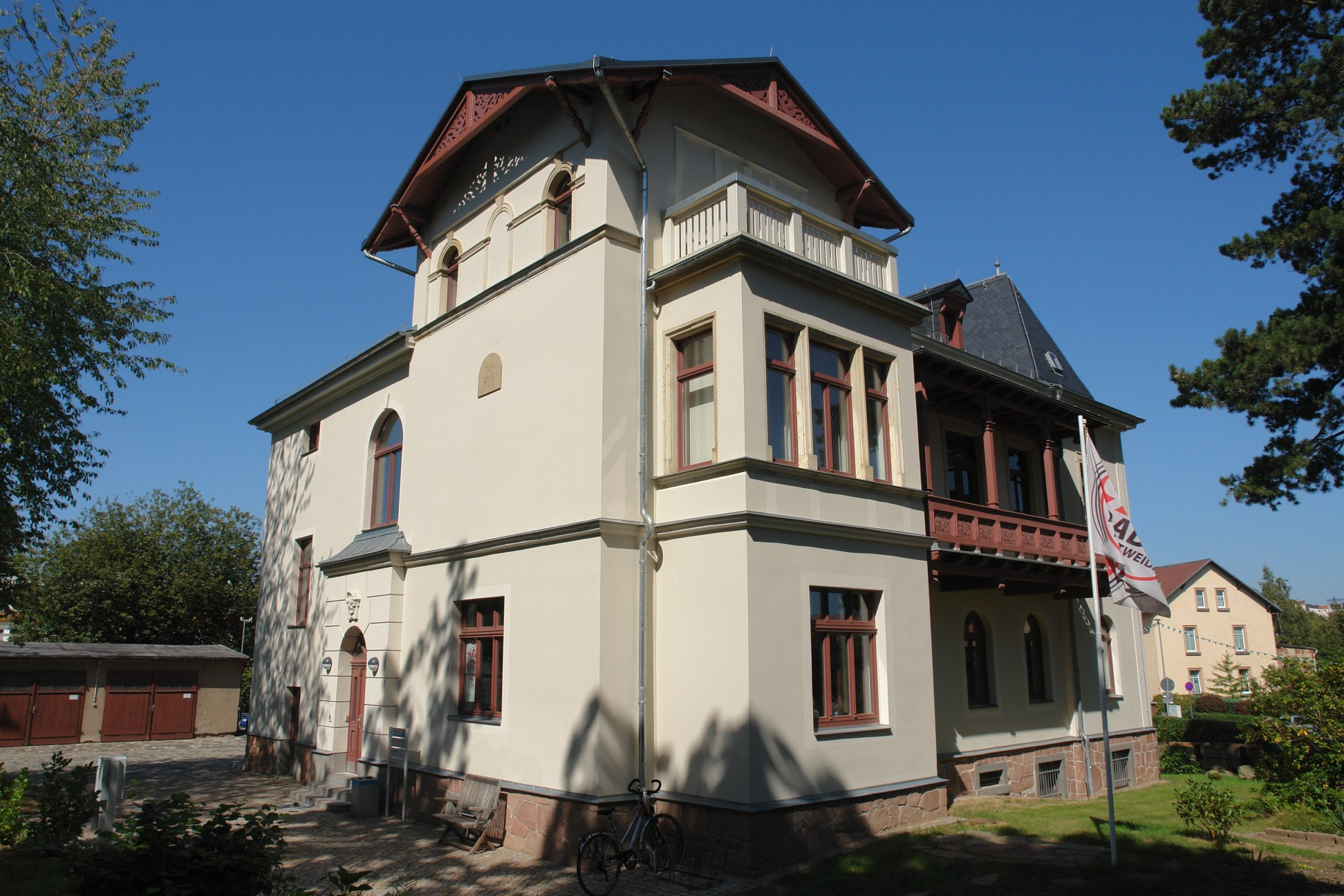
Ingrid-von-Reyher-Villa zu Mittweida

### Reyher-Schule in Gotha
Die Reyher-Schule in Gotha, offiziell bekannt als Staatliche Regelschule „Andreas Reyher“, wurde im Jahr 1900 gegründet. Das beeindruckende Schulgebäude steht unter Denkmalschutz und wurde als Bürgerschule für Knaben und Mädchen erbaut. Die Schule wurde nach dem Pädagogen Andreas Reyher benannt, der im 17. Jahrhundert das Gothaer Schulwesen maßgeblich prägte. Im Laufe der Zeit beherbergte das Gebäude eine staatliche Regelschule und eine Grundschule, die beide den Namen Reyher tragen.
Die Geschichte der Reyher-Schule erstreckt sich über Jahrzehnte, in denen sie verschiedene Organisationsformen durchlief. Heute ist die Schule eine wichtige Bildungseinrichtung in Gotha und ein bedeutender Teil der lokalen Bildungstradition.

### Ingrid-von-Reyher-Villa in Mittweida
Die Ingrid-von-Reyher-Villa, benannt zu Ehren von Dr. Ingrid von Reyher (1908–2004), ist ein historisches Gebäude in Mittweida. Dr. Ingrid von Reyher war die erste weibliche Lehrkraft an der damaligen Ingenieurschule Mittweida im Jahr 1947. Aufgrund ihrer herausragenden Beiträge zur Bildung und ihrem Engagement für die Hochschulstadt Mittweida wurde sie 1998 zur ersten Ehrenbürgerin ernannt.
Die Villa, ursprünglich als „Medienvilla“ bekannt, beherbergte bis 2015 das lokale Hörfunkprogramm „99drei Radio Mittweida“ und war gleichzeitig der Wohnsitz von Ingrid von Reyher bis 2002. Im Jahr 2012 erhielt das Gebäude den Namen „Ingrid-von-Reyher-Villa“ und wurde zu einem symbolischen Ort für Bildung und Chancengleichheit an der Hochschule Mittweida.

### Reyhersche Klinik
Die Reyhersche Klinik gehörte Carl Wolfgang Rudolf von Reyher. Dieser setzte seine medizinische Ausbildung nach seiner Rückkehr aus dem Russisch-Japanischen Krieg setzte fort. Seine Leidenschaft für die Medizin führte ihn auf Studienreisen nach Deutschland, Heidelberg, Wien und Moskau, wo er wertvolle Erfahrungen und Kenntnisse sammelte.
Im Jahr 1911 erwarb er die Privatklinik Zoege von Manteuffels in Dorpat, die zuvor als „Faure’sche Klinik“ bekannt war. Bis dahin war die Klinik bereits ein sehr bekanntes Krankenhaus. Diese Übernahme markierte den Beginn einer neuen Ära in der medizinischen Versorgung der Region. Unter der kompetenten Leitung von Carl Wolfgang Rudolf von Reyher entwickelte sich die Klinik rasch weiter und erhielt den Namen „Reyhersche Klinik“. In dieser Position trug er maßgeblich zur medizinischen Forschung und Behandlung bei und hinterließ einen bleibenden Beitrag. 1921 wurde das Leben für die Familie unter kommunistischer Herrschaft zunehmend unerträglicher, somit wurde die Klinik verkauft. Heute ist aus dieser Klinik die Universitätsklinik Tartu geworden.
Die Reyhersche Klinik wurde zu einem Zentrum für medizinische Exzellenz und spielte eine wichtige Rolle in der Gesundheitsversorgung der Region. Die Expertise von Karl Wolfgang Rudolf von Reyher und sein Engagement für die Patienten trugen dazu bei, die Klinik zu einem angesehenen Ort der medizinischen Versorgung zu machen, der in der Geschichte der von Reyher-Familie einen besonderen Platz einnimmt. In diesem Zeitraum arbeitete Carl Wolfgang Rudolf von Reyher auch viel mit Werner Zoege von Manteuffel zusammen.
Diese Gebäude und Stätten sind wichtige Bestandteile der Geschichte und des Erbes der Familie von Reyher und ihrer bedeutenden Beiträge zur Bildung und Gesellschaft.

### Königlich Mechano-therapeutisches Institut in Dresden
Das Königlichen Mechano-therapeutischen Instituts zu Dresden stand unter der Leitung von Karl Reinhold Hans von Reyher, königlich-sächsischer Geheimer Medizinalrat. Er war Chefarzt und Direktor des Instituts.

## Weitere Informationen
Hier sind einige weitere Informationen über die Gräber der Familie von Reyher:

### Gräber in Dresden

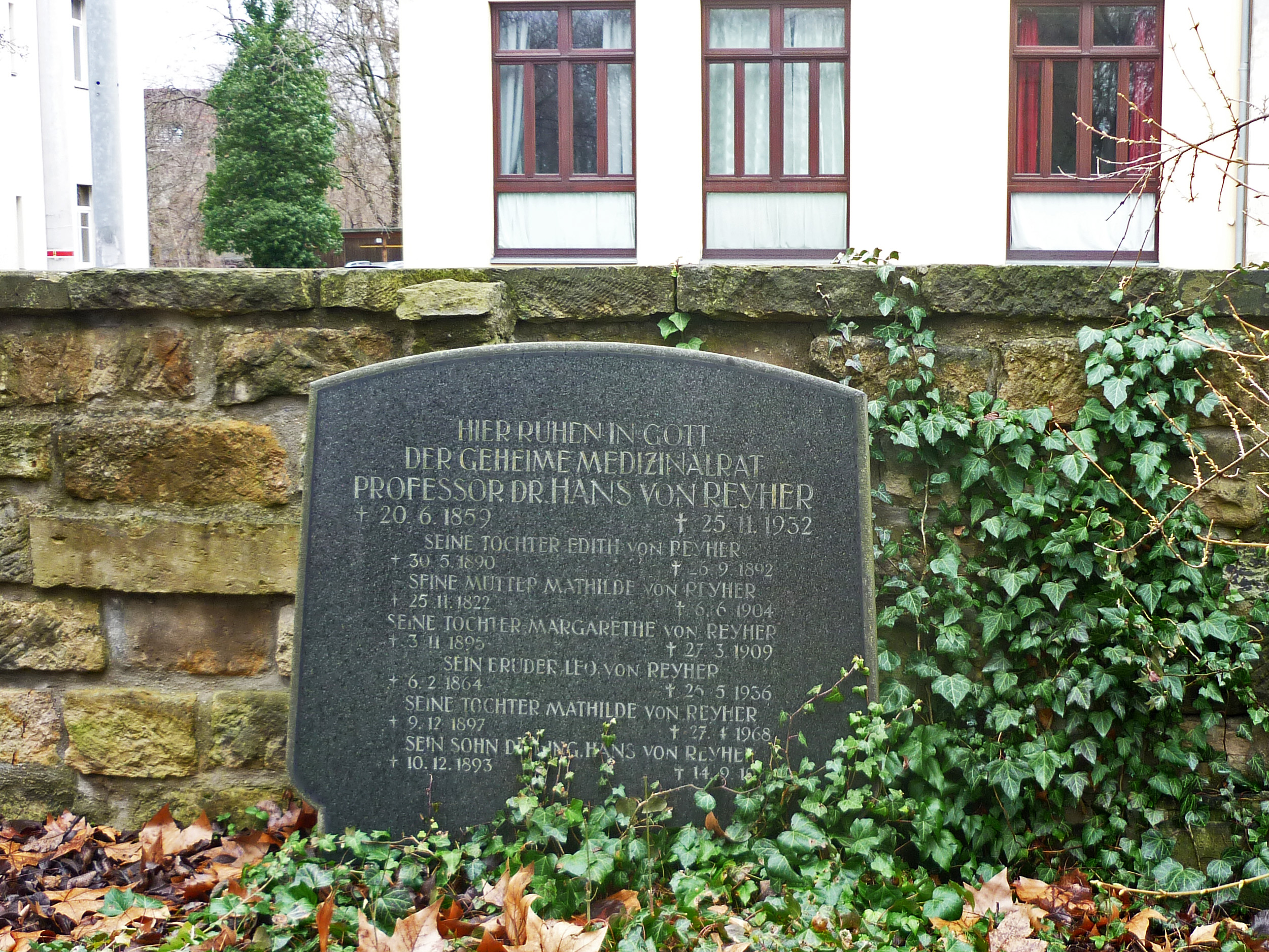
Grab Hans von Reyher in Dresden.

- Hans von Reyher (1859–1932): Medizinalrat und Professor für Innere Medizin
- Margarete von Reyher (1860–1939): Ehefrau von Hans von Reyher
- Mathilde von Reyher (1862–1936): Schwester von Hans von Reyher
- Edith von Reyher (1864–1934): Schwester von Hans von Reyher

#### Zusammenhang
Hans von Reyher, Margarete von Reyher, Mathilde von Reyher und Edith von Reyher waren alle Mitglieder der Familie von Reyher. Sie waren die Kinder von Carl von Reyher und der Witwe von Carl von Reyher. Paul von Reyher war der Sohn von Ferdinand von Reyher und der Bruder von Hans von Reyher.

### Grab von Carl Friedrich Wilhelm von Reyher in Berlin (1828 von Reyher)
Das Grab von Carl Friedrich Wilhelm von Reyher befindet sich ebenfalls auf dem Invalidenfriedhof in Berlin. Es ist ein schlichtes Grab mit einer Metallplatte, die mit einem Kreuz und einem Epitaph versehen ist. Das Epitaph lautet:
Generalleutnant Carl Friedrich Wilhelm von Reyher war ein deutscher Generalleutnant, der in der russischen Armee diente. Er wurde 1786 in Thüringen geboren und trat 1806 in die russische Armee ein. Er kämpfte in mehreren Kriegen, darunter dem Russisch-Türkischen Krieg (1828–1829) und dem Krimkrieg (1853–1856). Er wurde 1826 zum Generalleutnant befördert.